# 砷酸镥
砷酸镥是镥的砷酸盐，化学式为LuAsO4。它有着很好的热稳定性，其pKsp,c为22.66±0.01。

## 制备
砷酸镥可由砷酸钠（Na3AsO4）和氯化镥（LuCl3）在溶液中反应制得：
Na3AsO4 + LuCl3 → 3 NaCl + LuAsO4↓